# Салью Мохамед Турей
Доктор Салью Мохаммед Турай (англ. Salieu Mohammed Turay) (10 квітня 1946) — дипломат Сьєрра-Леоне. Надзвичайний і Повноважний Посол Республіки Сьєрра-Леоне в Україні за сумісництвом (2010—2011).

## Життєпис
Народився 10 квітня 1946 року в місті Єле, провінція Гбонколенкен, в районі Тонколілі в північній провінції Британської Сьєрра-Леоне. Турай відвідував початкову школу SDA в м. Єле, а потім перейшов до урядової середньої школи для хлопчиків у Магбураці, закінчивши навчання, з відзнакою з біології. Закінчив школу Принца Уельського у Фрітауні у 1967 році.
З 1967 року працював молодшим службовцем бухгалтерії у відділі підсумкових рахунків припортових органів Сьєрра-Леоне протягом 6 місяців.
У 1967—1969 рр. — викладав біологію, хімію, фізику та агронауки в середній школі Св. Єлени у Фрітауні.
Для подальшої університетської освіти він переїхав до України і відвідував Київський університет імені Т. Шевченка, у Харкові пройшов один рік підготовчого факультету з російської мови, а потім вивчав медицину у Львівському державному медичному інституті, у 1974 році його перевели до Марбурзького університету, Німеччина, де він закінчив медичне навчання та отримав медичну освіту.
У 2009 році призначений Надзвичайним та Повноважним Послом Сьєрра-Леоне в РФ та за сумісництвом в Україні, Болгарії та ще у 22 європейських країнах.
29 травня 2009 року — вручив вірчі грамоти Президенту Росії Дмитру Медведєву.
14 січня 2010 року — вручив вірчі грамоти Президенту України Вікторові Ющенку.